# Pennisetum nubicum
Pennisetum nubicum là một loài thực vật có hoa trong họ Hòa thảo. Loài này được (Hochst.) K.Schum. ex Engl. mô tả khoa học đầu tiên năm 1894.